# 錫布賴特 (新澤西州)
錫布賴特（英語：Sea Bright）是位於美國新澤西州蒙茅斯縣的自治市鎮。

## 人口
根據2020年美國人口普查的數據，錫布賴特的面積為3.33平方千米，當中陸地面積為1.86平方千米，而水域面積為1.47平方千米。當地共有人口1449人，而人口密度為每平方千米435人。